# Nuoto artistico ai campionati mondiali di nuoto 2025
Le competizioni di nuoto artistico ai campionati mondiali di nuoto 2025 si sono svolte dal 18 al 25 luglio 2025 presso la World Aquatics Championships Arena di Singapore.
Si sono disputate in totale 11 gare: 2 maschili, 4 femminili e 5 miste.

## Calendario
| Data           | Ora (UTC+2) | Evento                                |
| -------------- | ----------- | ------------------------------------- |
| 18 luglio 2025 | 04:00       | Preliminari singolo tecnico femminile |
| 18 luglio 2025 | 08:00       | Preliminari duo tecnico               |
| 19 luglio 2025 | 04:00       | Preliminari squadre libero            |
| 19 luglio 2025 | 08:00       | Finale singolo tecnico maschile       |
| 19 luglio 2025 | 12:30       | Finale singolo tecnico femminile      |
| 20 luglio 2025 | 04:00       | Preliminari singolo libero femminile  |
| 20 luglio 2025 | 12:30       | Finale squadre libero                 |
| 21 luglio 2025 | 04:00       | Preliminari squadre tecnico           |
| 21 luglio 2025 | 08:00       | Finale singolo libero maschile        |
| 21 luglio 2025 | 12:30       | Finale duo tecnico                    |
| 22 luglio 2025 | 04:00       | Finale singolo libero femminile       |
| 22 luglio 2025 | 12:30       | Finale squadre tecnico                |
| 23 luglio 2025 | 04:00       | Preliminari duo libero                |
| 23 luglio 2025 | 13:30       | Finale duo misto tecnico              |
| 24 luglio 2025 | 04:00       | Preliminari libero combinato          |
| 24 luglio 2025 | 13:30       | Finale duo libero                     |
| 25 luglio 2025 | 04:00       | Finale duo misto libero               |
| 25 luglio 2025 | 13:30       | Finale libero combinato               |

## Podi
| Evento                                | Oro                                                                                          | Punti    | Argento | Punti    | Bronzo | Punti    |
| ------------------------------------- | -------------------------------------------------------------------------------------------- | -------- | --- | -------- | --- | -------- |
| Singolo maschile                      |                                                                                              |          | |          | |          |
| Programma tecnico (Dettagli)          | Aleksandr Evgen'evič Mal'cev                                                                 | 251,7133 | Dennis González Boneu | 241,1667 | Diego Villalobos Carrillo | 238,1600 |
| Programma libero (Dettagli)           | Aleksandr Evgen'evič Mal'cev                                                                 | 229,5613 | Muye Guo | 220,1926 | Filippo Pelati | 213,9850 |
| Singolo femminile                     |                                                                                              |          | |          | |          |
| Programma tecnico (Dettagli)          | Xu Huiyan                                                                                    | 272,9917 | Vasilina Chandoška | 260,5416 | Iris Tió | 260,2917 |
| Programma libero (Dettagli)           | Iris Tió                                                                                     | 245,1913 | Xu Huiyan | 241,0025 | Vasilina Chandoška | 239,5437 |
| Duo                                   |                                                                                              |          | |          | |          |
| Programma tecnico (Dettagli)          | Austria Anna-Maria Alexandri Eirini-Marina Alexandri                                         | 307,1451 | Cina Lin Yanhan Lin Yanjun | 301,4057 | Atleti Neutrali B Majja Doroško Tat'jana Gajdaj | 300,2183 |
| Programma libero (Dettagli)           | Spagna Lilou Lluís Valette Iris Tió                                                          | 282,6087 | Italia Enrica Piccoli Lucrezia Ruggiero | 278,7137 | Atleti Neutrali B Majja Doroško Tat'jana Gajdaj | 277,1117 |
| Duo misto                             |                                                                                              |          | |          | |          |
| Programma tecnico (Dettagli)          | Atleti Neutrali B Majja Gurbanberdieva Aleksandr Evgen'evič Mal'cev                          | 233,2100 | Spagna Dennis González Boneu Mireia Hernández | 230,4634 | Italia Filippo Pelati Lucrezia Ruggiero | 228,0275 |
| Programma libero (Dettagli)           | Spagna Dennis González Boneu Iris Tió                                                        | 323,8563 | Atleti Neutrali B Aleksandr Evgen'evič Mal'cev Olesia Platonova                                                                                                  | 323,4438 | Gran Bretagna Ranjuo Tomblin Isabelle Thorpe | 322,0583 |
| Squadre                               |                                                                                              |          | |          | |          |
| Programma tecnico (Dettagli)          | Cina Chang Hao Cheng Wentao Dai Shiyi Feng Yu Li Xiuchen Lin Yanjun Xiang Binxuan Xu Huiyan  | 307,8001 | Atleti Neutrali B Anna Andrianova Anastasiia Bakhtyreva Daria Geloshvili Ekaterina Kossova Elizaveta Minaeva Evelina Simonova Elizaveta Smirnova Agniia Tulupova | 300,6183 | Spagna Cristina Arambula Casares Meritxell Ferre Gaset Marina García Polo Lilou Lluís Valette Alisa Ozhogina Ozhogin Paula Ramírez Sara Saldaña Iris Tió Mireia Hernández | 294,8575 |
| Programma libero (Dettagli)           | Cina Chang Hao Cheng Wentao Dai Shiyi Feng Yu Li Xiuchen Lin Yanhan Xiang Binxuan Xu Huiyan  | 348,4779 | Giappone Kaho Aitaka Moka Fujii Moe Higa Yuka Kawase Uta Kobayashi Tomoka Sato Nao Shirahase Sakurako Uchida                                                     | 334,7232 | Spagna Cristina Arambula Casares Meritxell Ferre Gaset Marina García Polo Dennis González Boneu Alisa Ozhogina Ozhogin Paula Ramírez Sara Saldaña Iris Tió                | 321,1328 |
| Programma libero combinato (Dettagli) | Cina Chang Hao Cheng Wentao Feng Yu Lin Yanhan Lin Yanjun Xiang Binxuan Xu Huiyan Zhang Yayi | 229,0186 | Atleti Neutrali B Anna Andrianova Anastasiia Bakhtyreva Daria Geloshvili Ekaterina Kossova Elizaveta Minaeva Evelina Simonova Elizaveta Smirnova Agniia Tulupova | 224,7291 | Spagna Cristina Arambula Casares Meritxell Ferre Gaset Marina García Polo Dennis González Boneu Lilou Lluís Valette Meritxell Mas Paula Ramírez Sara Saldaña              | 221,0962 |

## Medagliere
| Pos.   | Paese                         | Oro | Argento | Bronzo | Totale |
| ------ | ----------------------------- | --- | ------- | ------ | ------ |
| 1      | Cina                          | 4   | 3       | 0      | 7      |
| 2      | Atleti Neutrali Autorizzati B | 3   | 3       | 2      | 8      |
| 3      | Spagna                        | 3   | 2       | 4      | 9      |
| 4      | Austria                       | 1   | 0       | 0      | 1      |
| 5      | Italia                        | 0   | 1       | 2      | 3      |
| 6      | Atleti Neutrali Autorizzati A | 0   | 1       | 1      | 2      |
| 10     | Giappone                      | 0   | 1       | 0      | 1      |
| 11     | Messico                       | 0   | 0       | 1      | 1      |
| 11     | Gran Bretagna                 | 0   | 0       | 1      | 1      |
| Totale | Totale                        | 11  | 11      | 11     | 33     |